# Natividade de Nosso Senhor Jesus Cristo na Via Gallia (título cardinalício)
Natividade de Nosso Senhor Jesus Cristo na Via Gallia (em latim: Nativitatis Domini Nostri Iesu Christi in via Gallia) é um título cardinalício que foi instituído pelo Papa Paulo VI, em 29 de abril de 1969. Sua igreja titular é a Natività di Nostro Signore Gesù Cristo a Via Gallia, situada no quartiere Appio-Latino

## Titulares protetores
- Paul Joseph Marie Gouyon (1969-2000)
- Audrys Juozas Bačkis (2001-)